# Коллегия пиаров (Львов)
Колле́гия пиа́ров — памятник архитектуры во Львове (Украина). Находится вблизи центральной части города, на улице Некрасова, 4.
Акт основания коллегии монашеского ордена пиаров относится к 1748 году, однако её сооружение началось в 1762 году, а закончено во второй половине XIX века. Авторство проекта приписывается итальянскому архитектору Ф.Плациди. Монументальное здание имеет черты классицизма. Оно выполнено из кирпича, П-образное в плане, трёхэтажное, по горизонтали фасады чётко расчленены раскрепованными карнизами. Центральная часть главного фасада двухэтажная, облицована камнем, с коринфскими пилястрами на высоких цоколях и массивным портиком центрального входа. Центральный фасад напоминает фасад Латеранской базилики в Риме. Внутренняя система планировки коридорная с односторонним расположением помещений.
С 1782 года в связи с секуляризационной реформой в Австрии здание передано под госпиталь. Начиная с советского периода истории Львова сооружение используется как центральный корпус клиник медицинского института (нынешнее название — Львовская областная клиническая больница).